# مستقيم الأعداد الحقيقية

مستقيم الأعداد الحقيقية

في الرياضيات، مستقيم أو خط الأعداد الحقيقية هو خط يمثل مجموعة الأعداد الحقيقية. إلا أن المصطلح يستخدم بشكل خاص عند التعامل مع مجموعة الأعداد الحقيقية على أنها فضاء طوبولوجي أو فضاء شعاعي.